# Bartolomeo Bortolazzi

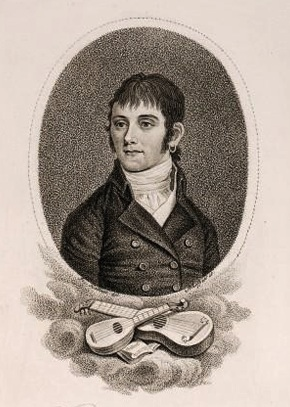
Bartolomeo Bortolazzi

Bartolomeo Bortolazzi (* 3. März 1772 in Toscolano; † um 1846 in Brasilien) war ein italienischer Gitarren- und Mandolinenvirtuose, Komponist sowie Musikpädagoge.

## Leben

### Jugend und Ausbildung
Bortolazzi wurde als Sohn von Domenico di Giacomo und Apollonia Lombardi geboren und erhielt schon als Kind Mandolinenunterricht. Nach der Schule erlernte er – wie sein Vater – den Beruf eines Papiermachers. Schon in jungen Jahren unternahm Bortolazzi mit einigen Kameraden als Musiker und Schauspieler Konzertreisen durch Norditalien und Frankreich und hatte damit Erfolg. Danach kehrte der in seine Heimat zurück und arbeitete als Papiermacher in einer Papiermühle bei Mantua.

### Heirat
Wahrscheinlich im Jahr 1793 heiratete er Cattarina Margarita Leonardi, die er in Riva kennengelernt hatte und zog mit ihr in seinen Heimatort Toscolano. Am 10. Januar 1794 wurde ihr erster Sohn Biagio Domenico Bortolazzi geboren. Der am 29. März 1796 geborene zweite Sohn Giacomo Giuseppe starb bereits im Alter von 15 Tagen.

### Wien
Die Familie Bortolazzi zog zwischen 1797 und 1799 nach Wien. Hier startete Bortolazzi mit Unterstützung des Pianisten Giancarlo Colò seine professionelle musikalische Karriere als Mandolinist, Komponist und Musikpädagoge und hatte großen Erfolg damit. Bereits 1799 widmete ihm der in Wien lebende Komponist Johann Nepomuk Hummel das Mandolinenkonzert in G-Dur. Noch vor dem Umzug nach Wien war die erste Tochter Theresia Bortolazzi geboren worden, Anfang 1801 in Wien der dritte Sohn Franz Jacob Sebastian Bortolazzi. Beide Kinder starben noch im Jahr 1801 in Wien. Am 13. Oktober 1802 kam die zweite Tochter Theresia Franzisca Seraphina Bortolazzi zur Welt.

### London
Im Jahr 1800 besuchte Bortolazzi England, wo er gut aufgenommen wurde. Er blieb dort zwei Jahre und überraschte das englische Publikum mit seinem Instrument. Zu Beginn des Jahres 1801 begann Bortolazzi mit dem Studium der Gitarre, und seine Begabung auf diesem Instrument war so groß, dass er bereits im nächsten Jahr auch dieses Instrument vor der Londoner Gesellschaft spielte und unterrichtete. Während seines Aufenthalts in London komponierte er zahlreiche Werke für Gesang und Gitarre sowie für Klavier und Gitarre. Eine der letztgenannten Kompositionen – veröffentlicht bei Monzani & Hill in London – widmete er seiner Schülerin, der Herzogin von York. 

### Tournee in Deutschland
1803 verließ Bartolomeo Bortolazzi London und unternahm eine professionelle Tournee durch Deutschland, bei der er – zusammen mit seinem neunjährigen Sohn Biagio Domenico, der sich „Barthelemy“ (französisch für Bartolomeo) nannte – in allen wichtigen Städten mit großem Erfolg Konzerte gab. Im selben Jahr trat er in Dresden auf, im Jahr darauf in Leipzig, Braunschweig, Berlin (April 1804) und wieder in Leipzig (Mai 1804), wo Kritiker und Musiker seine Darbietungen einhellig lobten. „Bortolazzi nutzte die Konzertreise, um seinen Bekanntheitsgrad zu steigern, sein Instrument einem größeren Publikum bekannt zu machen, neue Schüler zu finden, namhafte Gönner zu gewinnen, Kontakte zu Musikverlegern zu knüpfen und den Absatz seiner Werke zu steigern.“ Beim Musikverlag Breitkopf & Härtel veröffentlichte er viele seiner Kompositionen.

### Wieder in Wien
Nach seiner Konzertreise durch Deutschland kehrte Bortolazzi 1804 nach Wien zurück und widmete sich der Erweiterung des Repertoires für die Gitarre, dem Unterricht und der Komposition. 1804 veröffentlichte er sein Gitarrenlehrbuch Neuer und gründlicher Unterricht, die Guitarre nach einer leichten und fasslichen Methode spielen zu lernen und 1805 sein Mandolinenlehrbuch Anweisung die Mandoline von selbst zu erlernen nebst einigen Übungsstücken. In Wien wurden zahlreiche seiner Werke gedruckt und zur Zeit seines Aufenthaltes in dieser Stadt erreichte die „Beliebtheit von Gitarren- und Mandolinenmusik einen Höhepunkt“. Von Oktober 1804 bis Mai 1805 konnte er sogar im 14-tägigen Turnus das Musikmagazin „Amusement periodique“ herausgeben, das Lieder mit Gitarrenbegleitung, Solostücke für Gitarre sowie Gitarrenduos und -trios enthielt. Auch in Wien gab er weiterhin Konzerte. Über ein Konzert vom 9. April 1805 wurde wie folgt berichtet: „Der bekannte Mandolinspieler Bortolazzi zeigte in dem Konzerte, worin er sich von seinem Sohne auf der Guitarre begleiten liess, viele Gewandtheit, Feinheit, Leichtigkeit und Delikatesse“.

### Wieder in London
Noch im Jahr 1805 übersiedelt Bartolomeo Bortolazzi mit seiner Familie nach London. Hier konnte er sein in Wien begonnenes Musikmagazin unter dem Namen „Periodical Amusements“ weiterführen. Es stand unter der Schirmherrschaft von „Her Royal Highness the Duchess of York“ und war sehr erfolgreich. Außerdem konnte Bortolazzi Gitarren- und Gesangsunterricht in den besseren Kreisen des Bürgertums und des Adels geben und es gelang ihm namhafte Gönner, wie Friederike von Preußen, Prinz Augustus Frederick und Graf Waldstein, für sich zu gewinnen. Auch seine Londoner Jahre von 1805 bis 1809 verzeichnen weitere Neukompositionen.

### Brasilien
Lange Zeit war nichts über Bartolomeo Bortolazzis Leben ab 1809 bekannt. Erst in den 2010er Jahren gelang es dem Musikwissenschaftler Rogério Budasz den weiteren Lebensweg Bortolazzis zu dokumentieren. Bortolazzi war noch im Jahr 1809 mit seiner Familie nach Brasilien ausgewandert. „Die Bortolazzis trafen im Oktober oder November 1809 in Brasilien ein. Budasz vermutet, dass sie, wie viele andere Europäer auch, dem portugiesischen Hof folgten, der 1807 vor der Invasionsarmee Napoleons nach Brasilien floh, der größten und reichsten Kolonie Portugals. Unter dem Zustrom an Umsiedlern befanden sich zahlreiche Musiker aus Portugal und Italien, die Bortolazzi vermutlich begleitete, um eine Anstellung an einem Theater zu finden.“ 1813 lebte er mit seiner Familie in São Paulo, 1814 oder 1815 übersiedelte er nach Resende, wo er ein kleines Landgut gekauft hatte. Nach dem Tod seiner ersten Frau am 14. November 1815 und Zerwürfnissen mit seinem Kindern reiste Bortolazzi von 1821 bis 1824 durch die Provinz Rio de Janeiro, verkaufte 1825 sein Landgut in Resende und heiratete die Sängerin Candida Maria da Conceição. „Von 1825 bis 1832 war Bortolazzi wieder mit Konzertauftritten, Gitarren- und Gesangsunterricht und der Publikation neuer Werke beschäftigt. In Rio arbeitete er als Schauspieler und Sänger des "Imperial Theatro São Pedro de Alcântara". ... Darüber hinaus warb er in Zeitungsannoncen um Schüler für seinen Gesangs-, Gitarren- und Mandolinenunterricht.“ Nach 1832 zog er sich krankheitsbedingt ins Privatleben zurück und starb Ende 1845 oder Anfang 1846.

## Bedeutung
Der Musikhistoriker Philip J. Bone schreibt Bartolomeo Bortolazzi zu, dass er die Mandoline aus ihrem Niedergang herausgeführt hat. Bone zufolge inspirierte Bortolazzis Spiel die Menschen dazu, das Instrument zu erlernen und Musik dafür zu schreiben. „Dieser Künstler brachte durch sein außerordentliches Talent die wunderbarsten und unerhörtesten Klangnuancen und Ausdrucksmöglichkeiten hervor, die man zu jener Zeit auf einem so kleinen Instrument kaum für möglich hielt. ... Bortolazzi verdanken wir die erste Wiederbelebung der Mandoline als populäres Instrument, eine Popularität, die etwa dreißig Jahre lang anhielt und die meisten der großen Musiker jener Zeit veranlasste, für sie zu komponieren.“
Zu Bortolazzis Bedeutung als Gitarrist schreibt Biedermeiergitarre.com: „Mit seinem ersten Auftreten als Musiker begann die Blütezeit der Gitarre, mit seinem Weggang endete sie. Bortolazzi war ein Pionier der sechssaitigen Gitarre. Er machte das Instrument dem örtlichen Publikum bekannt, bevor Mauro Giuliani 1806 nach Wien, Fernando Sor 1815 nach London und Vicente Ayala 1841, Marziano Bruni 1846 sowie Fernando Martinez Hidalgo 1854 nach Rio de Janeiro kamen. Als ob er musikalische Gärten anlegen wollte, bereitete Bortolazzi vor Ort den Boden vor, auf dem Gitarrenmusik gedeihen konnte. Er streute den Samen. Die Gestaltung der Gärten überließ er anderen.“

## Werke

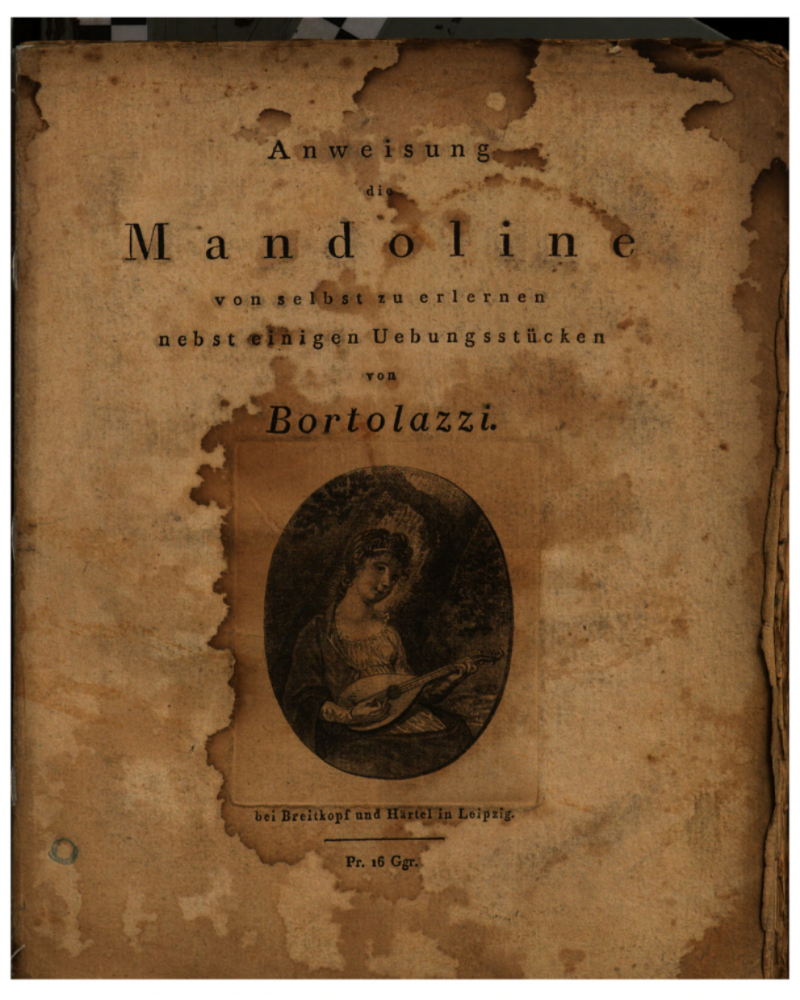
Titelseite des Mandolinenlehrbuchs Anweisung die Mandoline von selbst zu erlernen nebst einigen Übungsstücken von Bartholomeo Bortolazzi, veröffentlicht 1805 in Leipzig von Breitkopf & Hartel

### Lehrbücher
Unter seinen veröffentlichten Werken findet sich ein 1804 veröffentlichtes Lehrbuch für Gitarre mit dem Titel Neuer und gründlicher Unterricht, die Guitarre nach einer leichten und fasslichen Methode spielen zu lernen, op. 21. Das 27-seitige Gitarrenlehrbuch wurde in französischer und deutscher Sprache von Tobias Haslinger in Wien herausgegeben. Es war in der ersten Hälfte des neunzehnten Jahrhunderts ein Standardwerk in Österreich und hatte einen solchen Erfolg, dass es, nach dem Vater bearbeitet von seinem Sohn, bis zum Jahr 1833 acht Auflagen erreichte.
Sein Mandolinen-Lehrbuch Anweisung die Mandoline von selbst zu erlernen nebst einigen Übungsstücken, das 1805 von Breitkopf & Hartel in Leipzig herausgegeben wurde, erlebte ebenfalls viele Auflagen, darunter eine von Engelbert Rontgen überarbeitete und in deutscher Sprache veröffentlichte Ausgabe. Die erste Lektion beschreibt die Mandoline und ihre verschiedenen Typen (Lauten-, Mailänder-, Cremona- und Neapolitanische Mandoline), und es folgen verschiedene Übungen zur Handhabung des Plektrums. Es werden Arpeggien, Flageoletts und weitere Techniken behandelt. Den Abschluss bildet eine Komposition mit sechs Variationen für Mandoline mit Gitarrenbegleitung.

### Kompositionen (Auswahl)
Bortolazzi war Komponist vieler einfacher, aber schöner Lieder, die zu seinen Lebzeiten sehr populär waren. Genannt seien die folgenden Werke:
- Airs Italiens, avec accompagnement de Guittarre, op. 5, Wien: Riedl, 1804
- Variations sur l’air: nel cor più non mi Sento, op. 8, Wien: Cappi und Leipzig: Breitkopf & Hartel, 1804
- Sonate pour le Piano Forte avec accompagnement de Mandoline ou Violon, op. 9, Wien: Cappi und Leipzig: Breitkopf & Hartel, 1804
- Six Thêmes avec Variations pour le Violon ou la Mandoline avec accompagnement de la Guitarre, op. 10, Wien: Bureau d’Arts et d’Industrie, um 1805
- 6 Airs italiens, avec accompagnement d’une Guitarre, op. 11, Wien: Cappi, 1804
- 6 Variations pour la Guittarre avec un Violon inobligé, op. 13. Wien: Eder, 1804
- 6 Ariettes Italiennes avec Accompagnement de Guittare, op. 14. Wien: Eder, 1804
- Variations pour la Guitarre & Violon concertans sur l’air: Quanto è più bello l’amor contadine, de l’Opera, la Molinara, de Paisiello, op. 15, Wien: Riedl, 1804
- Six Thêmes avec Variations pour le Violon ou la Mandoline avec l’accompagnement de la Guitarre, op 16, Wien: Riedl, um 1804
- Variations pour Guitarre et Pianoforte, op. 19, Wien: Riedl
- 6 Romances françoises, op. 20 Wien: Steiner
- Periodical Amusements for the Spanish Guitar, Band 4
- Six Venetian songs with guitar, London: Chappell, 1802
- Cantate a Voccasion de la reception d’un frère, London, 1801
- Gesellen Lied zum Gebrauche der Pilger Loge in London, London, um 1805
- Maurer Lied zum Gebrauche der Pilger Loge in London, London: Dowall, 1807

Zahlreiche andere Kompositionen wurden in London und auf dem europäischen Festland veröffentlicht. Außerdem hinterließ er zwölf Variationen für Gitarre, die als Manuskript in Dresden und mehrere andere Manuskripte, die in Wien erhalten sind.